# Conus pulcher
Conus pulcher is een in zee levende slakkensoort uit het geslacht Conus. De slak behoort tot de familie Conidae. Conus pulcher werd in 1786 beschreven door Lightfoot. Net zoals alle soorten binnen het geslacht Conus zijn deze slakken roofzuchtig en giftig. Zij bezitten een harpoenachtige structuur waarmee ze hun prooi kunnen steken en verlammen.